# 실버영화관
실버영화관은 1969년 서울특별시 종로구 낙원동 낙원상가 4층에 있는 영화관이다. 이전 이름 허리우드로도 잘 알려져 있다.
실버영화관은 노년층을 위한 서울시 유일의 전용극장이자 우리나라에서 모범적으로 운영되는 사회적 기업 방식의 복합상영관으로 꾸준한 관리와 지원을 통해 보존해야 함을 인정받아 2013년 서울 미래유산으로 등재됐다.

## 역사
허리우드는 1969년 낙원상가 건물 4층에서 개관하여, 서울특별시 유수의 극장으로 이름을 모았다. 1990년대까지 대한극장, 서울극장, 단성사, 피카디리, 국도극장, 중앙극장, 명보극장, 스카라극장, 국제극장 등과 함께 서울 시내 10위 개봉관으로 명맥을 유지하였다. 그러나 메가박스(Mega Box), CGV와 같은 멀티플렉스 상영관이 등장하면서 다른 개봉관과 비슷한 쇠퇴의 길을 걷게 되었다. 결국 2005년에 폐관하였으나, 지금은 노인 전용 극장으로 새로이 탈바꿈하였다.

## 연혁
- 1969년 8월 21일: 허리우드 극장 개관[1]
- 1973년: 명보실업에서 동아흥행으로 소유권 이전(단관 1천200여석)[2][3]
- 1997년: 복합상영관(1관-레드, 2관-그린, 3관-블루)으로 재개관[4]
- 2005년: 필름포럼과 서울아트시네마로 재개관[5]
- 2008년: 필름포럼 이전 및 허리우드 클래식 개관[6]
- 2009년 1월 21일: 실버상영관으로 변경[7]